# Soy Nevenka
Soy Nevenka (lit. ‘Soc la Nevenka’) és una pel·lícula espanyola de drama biogràfic dirigida per Icíar Bollaín, que va coescriure el guió juntament amb Isa Campo. És protagonitzada per Mireia Oriol i Urko Olazabal. Es va estrenar a cinemes espanyols el 27 de setembre de 2024, de la mà de Buena Vista International España.

## Sinopsi
L'any 2000, Nevenka Fernández, de 24 anys, regidora d'Hisenda a l'Ajuntament de Ponferrada, pateix una persecució implacable, tant sentimental com professional, per part de l'alcalde Ismael Álvarez, un home acostumat a fer la seva voluntat política i personal. Nevenka decideix denunciar, encara que sap que haurà de pagar un preu molt alt: el seu entorn no li dóna suport, la societat de Ponferrada li dóna l'esquena i els mitjans la sotmeten a un judici públic.

## Repartiment
- Mireia Oriol com a Nevenka Fernández
- Urko Olazabal com a Ismael Álvarez
- Ricardo Gómez com a Lucas
- Carlos Serrano com a Mario
- Lucía Veiga com a Charo Velasco

## Producció
El gener del 2023 es van començar a difondre rumors que Icíar Bollaín havia visitat la ciutat de Ponferrada, a la recerca de localitzacions per rodar una pel·lícula sobre el cas de Nevenka Fernández. El 18 de gener del 2024 es va anunciar que el rodatge d'una cinta original de Movistar Plus+ sobre el cas, Soy Nevenka, havia començat el seu rodatge a Bilbao i Zamora, amb Bollaín a la direcció i amb Mireia Oriol i Urko Olazabal com a protagonistes. El pressupost total de la cinta és de 4.6 milions d'euros, incloent-hi 1.2 milions d'euros procedents de les ajudes generals de ICAA.